# Daïras de la wilaya d'El Tarf
La wilaya d'El Tarf est composée de sept daïras (circonscriptions administratives), chacune comprenant plusieurs communes, pour un total de vingt-quatre communes.

## Liste de daïras

1. El Tarf
2. El Kala
3. Ben Mehidi
4. Besbes
5. Dréan
6. Bouhadjar
7. Bouteldja

| Daïra      | Nombre de communes | Communes                                             | Superficie (km²) | Population (hab.) |
| ---------- | ------------------ | ---------------------------------------------------- | ---------------- | ----------------- |
| El Tarf    | 4                  | El Tarf, Aïn El Assel, Bougous, Zitouna              | 581,60           | 51 787            |
| El Kala    | 4                  | El Kala, Souarekh, Raml Souk, El Aioun               | 475,20           | 40 556            |
| Ben Mehidi | 3                  | Ben Mehidi, Echatt, Berrihane                        | 415,30           | 63 483            |
| Besbes     | 3                  | Besbes, Asfour, Zerizer                              | 255,37           | 68 852            |
| Dréan      | 3                  | Dréan, Chebaita Mokhtar, Chihani                     | 290,80           | 70 915            |
| Bouhadjar  | 4                  | Bouhadjar, Aïn Kerma, Oued Zitoun, Hammam Beni Salah | 481,44           | 45 708            |
| Bouteldja  | 3                  | Bouteldja, Lac des Oiseaux, Chefia                   | 391,88           | 36 557            |